# Systropus syscius
Systropus syscius är en tvåvingeart som beskrevs av Wray Merrill Bowden 1967. Systropus syscius ingår i släktet Systropus och familjen svävflugor.
Artens utbredningsområde är Moçambique. Inga underarter finns listade i Catalogue of Life.